# Mike Haluchak
Mike Haluchak (Concord, 28 novembre 1949) è un allenatore di football americano ed ex giocatore di football americano statunitense.
Ha giocato dal 1969 al 1970 come linebacker e safety nell'università University of Southern California nella NCAA.

## Nella NFL

### Stagioni: dalla 1986 alla 1991
Ha iniziato la sua carriera nella NFL con i San Diego Chargers come assistente coach dei linebacker.

### Stagioni 1992 e 1993
Passa ai Cincinnati Bengals sempre con la stessa mansione.

### Stagioni: dalla 1994 alla 1996
Passa ai Washington Redskins con lo stesso ruolo.

### Stagioni: dalla 1997 alla 1999
Passa ai New York Giants con lo stesso ruolo.

### Stagioni: dalla 2000 alla 2002
Arriva ai St. Louis Rams con lo stesso ruolo.

### Stagioni 2003 e 2004
Passa ai Jacksonville Jaguars sempre con lo stesso ruolo.

### Stagioni: dalla 2005 alla 2008
Firma con i Cleveland Browns come coach dei linebacker.

### Dalla stagione 2009 alla 2010
Nei primi giorni di febbraio del 2009 firma con gli Oakland Raiders assumendo per la seconda volta il ruolo di coach dei linebacker.
Finita la stagione 2010 ha terminato il suo contratto con i Raiders.